# Gornji Budački
Gornji Budački es una localidad de Croacia en el municipio de Krnjak, condado de Karlovac.

## Geografía
Se encuentra a una altitud de 210 m s. n. m. a 80 km de la capital nacional, Zagreb.

## Demografía
En el censo 2011, el total de población de la localidad fue de 30 habitantes.
| Gráfica de población de Gornji Budački 1857-2011                    |
|                                                                     |
| Según los censos de población de la oficina estadística de Croacia. |